# 謝帕尼夫
49°22′22″N 25°6′45″E / 49.37278°N 25.11250°E
謝帕尼夫（烏克蘭語：Щепанів），是烏克蘭的村落，位於該國西部捷爾諾波爾州，由捷尔诺波尔区負責管轄，始建於1638年，面積0.09平方公里，2001年人口558，人口密度每平方公里6,131.9人。